# Bento Rodrigues
Bento Rodrigues era um subdistrito de Santa Rita Durão, no município mineiro de Mariana. O subdistrito encontrava-se a 35 km do centro de Mariana e a 124 km de distância da capital do Estado, Belo Horizonte.
Em 2015, Bento Rodrigues tinha uma população estimada em 600 habitantes, que ocupavam cerca de 200 imóveis.
O subdistrito foi um importante centro de mineração do século XVIII e o caminho da histórica Estrada Real atravessa seu centro urbano, ligando-o aos distritos de Santa Rita Durão e de Camargos. Atualmente a área ainda se caracteriza pela intensa atividade de extração mineral. No subdistrito se localizam as barragens de rejeitos de mineração denominadas Fundão e de Santarém, ambas operadas pela empresa mineradora Samarco.
Além da mineração, o turismo também movimenta a economia local. Bento Rodrigues conta com um hotel fazenda logo na entrada do subdistrito, além de belezas naturais como Cachoeira do Ouro Fino, uma queda d’água de 15 metros, com lago de 5×3 metros e profundidade máxima de 1,5 m. Nas adjacências do subdistrito, além do rio Gualaxo do Norte, localizam-se distritos e povoados como os de Paracatu, Paracatu de Baixo, Rio Doce, Camargos, Barra Longa, Santa Rita Durão, Barreiro e Gesteira.

## Rompimento da barragem de Fundão

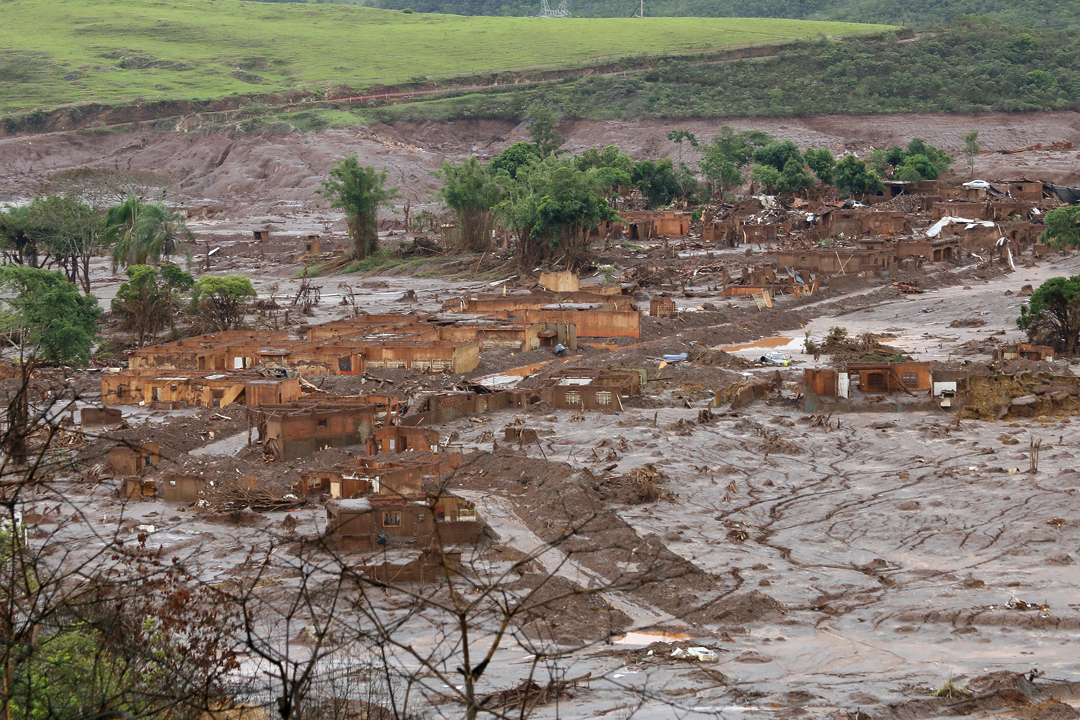
Bento Rodrigues após o rompimento da barragem

Na tarde do dia 5 de novembro de 2015 a barragem de Fundão, que continha rejeitos da extração e processamento do minério de ferro, rompeu-se, atingindo centenas de moradores das vilas de Bento Rodrigues e Paracatu de Baixo, que se situavam a alguns quilômetros a jusante. A barragem de Fundão faz parte da Mina Germano, controlada pela Samarco Mineração SA. Foi construída para acomodar os rejeitos provenientes da extração do minério de ferro que são retirados de extensas minas na região.
Após a enxurrada de rejeitos varrer Bento Rodrigues, os prédios foram abandonados enquanto os moradores, cerca de trezentas famílias, se asilavam em Mariana. O fotógrafo Christian Cravo, que visitou as vilas em dezembro de 2015, chegou a comparar a situação com as ruínas de Pompeia, "uma memória iconográfica que o tempo congelou". Bento Rodrigues também virou alvo de ladrões. A primeira onda buscou objetos e materiais nas casas, pilhando eletrodomésticos, fiação elétrica, e até dinheiro que os habitantes guardavam. Os próximos saqueadores visaram as construções mais intactas, na parte mais alta do vilarejo, e começaram a arrancar peças, como portas, janelas, grades, portões de garagem, e telhados.
Um novo povoado de Bento Rodrigues será construído para que os antigos habitantes possam deixar as casas alugadas e voltar às suas vidas. Em maio de 2016, foi decidido que os prédios ficarão em um terreno a cerca de nove quilômetros do distrito destruído, uma área de 89 hectares de propriedade conhecida por Lavoura, de propriedade da ArcelorMittal.